# Gotfrid Köchert
Gotfrid Köchert, född 22 mars 1918 i Wien, död 6 november 1986 i Altmünster, var en österrikisk racerförare och olympisk seglare.
Köchert deltog i det österrikiska laget i segling (5,5 m) vid olympiska sommarspelen 1960.